# Honkbal op de Olympische Zomerspelen 2008 (kwalificatie)
Deze pagina beschrijft de kwalificatie voor het honkbaltoernooi op de Olympische Zomerspelen 2008.

## Opzet
Naast het gastland China doen zeven teams mee, die zich via continentale toernooien en een Olympisch kwalificatietoernooi konden plaatsen. Twee plaatsen waren gereserveerd voor de winnaars van het Aziatische en Europese kampioenschap in 2007 en voor de eerste twee teams van het Amerikaanse kwalificatietoernooi.
De overige drie plaatsen waren gereserveerd voor de beste landen op het Olympisch kwalificatietoernooi. Hieraan deden de winnaars van de Afrikaanse en Oceanische kwalificatietoernooien mee, de nummers drie en vier van het Amerikaanse toernooi en de nummers twee en drie van de Aziatische en Europese kampioenschappen.

## Geplaatste landen
| Toernooi                        | Datum                  | Locatie   | Plaatsen | Geplaatste landen                |
| ------------------------------- | ---------------------- | --------- | -------- | -------------------------------- |
| Gastland                        | -                      | -         | 1        | China                            |
| Amerikaans kwalificatietoernooi | 25 aug. / 7 sept. 2006 | Havana    | 2        | Verenigde Staten Cuba            |
| Europees kampioenschap honkbal  | 7-16 sept. 2007        | Barcelona | 1        | Nederland                        |
| Aziatisch kampioenschap honkbal | 27 nov. / 3 dec. 2007  | Táijhong  | 1        | Japan                            |
| Olympisch kwalificatietoernooi  | 7-14 maart 2008        | Táijhong  | 3        | Zuid-Korea Chinees Taipei Canada |
| TOTAAL                          |                        |           | 8        |                                  |

Olympisch kwalificatietoernooi:
- Europa: 2 teams  Spanje en  Duitsland*
- Azië: 2 teams  Zuid-Korea en  Chinees Taipei
- Amerika: 2 teams  Mexico en  Canada
- Afrika: 1 teams  Zuid-Afrika
- Oceanië: 1 team  Australië

* Groot-Brittannië meldde zich af voor het toernooi en werd vervangen door Duitsland.
Atletiek · 
Badminton · 
Basketbal · 
Boksen · 
Boogschieten · 
Gewichtheffen ·
Gymnastiek · 
Handbal · 
Hockey · 
Honkbal · 
Judo · 
Kanovaren · 
Moderne vijfkamp · 
Paardensport · 
Roeien ·
Schermen · 
Schietsport ·
Schoonspringen ·
Softbal ·
Synchroonzwemmen ·
Taekwondo ·
Tafeltennis ·
Tennis ·
Triatlon ·
Voetbal · 
Volleybal ·
Waterpolo ·
Wielersport · 
Worstelen ·
Zeilen ·
Zwemmen